# 澳大利亚文化相关产业审查制度
澳大利亚作为联邦国家，州政府与联邦政府共同负责审查。根据澳大利亚的有关规定，联邦议会在通信传媒、海关方面依法享有制定相关法律条例的职能。
通信传媒方面，联邦政府可以对电视/广播广播媒体、互联网服务进行规范。海关方面，负责印刷品、音像制品、电脑游戏的进口与出口。然而，印刷品、音像制品、电脑游戏的生产与销售仅在澳大利亚各州间进行。
然而，为了避免重复，保证各州工作的一致性，澳大利亚各州、地区和联邦政府共同就建立合作的国家分级计划达成协议。根据此项计划，OFLC澳大利亚电影、文学分级办公室（联邦机构）采取作品分级制度。联邦法按照海关、互联网服务相关规定实施分级。但是，由于联邦议会没有监管各州国内销售或印刷品展览的权利。澳大利亚各州、地区作为该计划的一部分制定了销售、展览等商业行为过程中须担负行事责任的法律。然而，澳大利亚各州、地区将审查职权委托给英联邦，但在特定情况下依法享有合法权利：
a:澳大利亚各州、地区享有作品重新分级的权利
b:分级办事局批准的作品，澳大利亚各州、地区依法享有禁入的权利
c:分级办事局禁入的作品，澳大利亚各州、地区依法享有批准的权利

## 现状
2005年， 作为联邦政府独立运营的法定机构，OFLC澳大利亚电影、文学分级办公室的主要职能在于审查制度。
所有含有淫秽内容用于商用行为的电影、视频、电脑游戏、杂志须向OFLC澳大利亚电影、文学分级办公室申报。政府委派组成社区代表，任期两年。
一般情况下，一些用于教育、培训目的的电影、故事片不采用分级管理制度。类似ACMI澳大利亚移动图像中心或电影节遵照OFLC澳大利亚电影、文学分级办公室的规定要求，须提交相关电影材料可免于分级。电影节对参观群众采取严格的年龄限制。
除了OFLC澳大利亚电影、文学分级办公室，ACMA澳大利亚传媒管理机构针对媒体审查方面积极提出建议、制定指导方针。目前，三家管理机构在移动内容审查方面存在职能混乱的现象。
OFLC澳大利亚电影、文学分级办公室不对电视节目实施分级管理，而是由ACMA澳大利亚传媒管理机构进行电视节目分级。根据澳大利亚商业电视代码守则中规定，免费的商业电视内容视为行业规范。
然而，OFLC澳大利亚电影、文学分级办公室对用于私人买卖行为的电视节目采用电影中相同的分级与咨询图形标准监管节目分级。

### 电影产业
视觉内容分级体系作为电视、视频、故事片的主要标准。目前，该体系原则与之前相比未有修改，可概述如下：
- E分级代号：显示该类电影不采用分级管理制度。
- G分级代号：显示该类电影适合所有年龄群。此类型电影的特点是：暴力场面少，内容安排合理。出现性爱活动、裸露、药品的画面须谨慎。粗口语言使用须恰当。
- PG分级代号：显示该类电影作为“引导级”影片15歲以下建議须在父母的陪同下观看。此类型电影的特点是：暴力场面应恰当。裸露、药品的画面应合理。粗口语言使用自然、恰当。允许出现shit和bitch等粗口短语。
- M分级代号：显示该类电影作为“成熟级”影片适合相对成熟的15歲年轻观众。允许使用“fuck”词语，禁止出现“侵略性且语言激烈”的粗口。性爱场面适度。禁止出现性暴力镜头。可以出现描绘药物镜头的场景。
- MA15+分级代号：显示该类电影15岁以下人群禁止观看，除非由家長或成年監護人陪同。此类型电影的特点是：包含血腥暴力场面，刺激的性爱、粗口画面。但也有一些例外。如：The Osbournes奥斯傅涅斯和Gordon Ramsay戈登·拉姆齐系列影片可以单独使用cunt词语。
- R18+分级代号：显示该类电影18岁以下人群禁止观看。此类型电影的特点是：影片中对暴力、粗口场面不做约束。但性暴力画面出现须合理。性爱内容可以般上荧屏。这类电影如：9 Songs（九歌）、The Brown Bunny、Romance等。
- X18+分级代号：显示该类电影18岁以下人群禁止观看。此类型电影的特点是：参演表演者须为成年人，不得涉及描绘性恋物癖镜头。上述类型影片仅在澳大利亚北部地区出售，或通过邮购的方式购买。

如果不符合上述评级标准的影片不能放映，发行展映此类影片视为刑事犯罪并罚款275,000澳元或10年监禁。

### 电视产业
虽然，OFLC澳大利亚电影、文学分级办公室并未对电视分级做出明确规定，但电视分级指导方针与电影分级标准相似。然而，电视台放映一些电视或电影节目时，采用不同的分级标准。
注：不对新闻、时事类节目实行分级制度。
- P分级代号：显示该类电视节目适合学龄前儿童。
- C分级代号：显示该类电视节目适合于儿童。这与电影中的G分级、PG分级类影片内容相似。一些电视节目在澳大利亚电视台播放时显示C标志，DVD发售采用PG标志。
- G分级代号：显示该类电视节目适合一般性展映。
- PG分级代号：显示该类电视节目周一至周五不得在6am至8：30am、4pm至7pm、周末6am至10am时段内放映。
- M分级代号：显示该类电视节目适合于成熟观众。此类电视节目可以在8:30pm至5：00am或12：00pm至3：00pm任意时段播放。一些节目在商业电台放映时须按照PG或M分级指导标准进行审查。然而，儿童可在电影院观看但并不推荐此方式。

两种15+分级标准：MA15+与AV15+。这两种分级标准不适合15岁以下人群，同时，并未对作为广播媒介的电视行业颁布法律规定。MA15+分级代号可在9：00pm至5:00am时段间播放。AV15+分级代号可在9：30pm至5：00am时段间播放。如果在影院播放，15岁以下人群须由成人陪同观看。
注：R18+分级节目如：Eyes Wide Shut, Basic Instinct, Pulp Fiction, The Godfather and Kill Bill等影片可在澳大利亚广播电视台播放。然而，一些带有暴力内容的电影修改后适合于M分级、MA15+分级或AV15+分级标准的人群。
澳大利亚广播电视对性爱、粗口方面的节目播放尺度比美国网络宽松。上世纪90年代，由于粗口普遍使用频繁，电视网络开始允许fuck等词出现，粗口的出现对于表现影片故事情节的渲染具有感染力。因此，澳大利亚法院对粗口内容不再过多要求。之后，“cunt”一词在表现故事情节时也可以出现。然而，一些地区的电视台仍对其实行审查。2002年起，一些电视节目中频繁出现粗口。作为代表商业网络的澳大利亚免费电视台称：“与过去十年相比，对电视节目中的粗口投诉率平均减少一个星期。然而，这些投诉并未包括邮件、电话投诉，主要以书面投诉为主。
性爱场面变得越来越普遍。第九频道的犯罪剧Underbelly频繁出现粗口语言与性爱场面。此剧的特色是“药物刺激与妓女的狂欢”并以Spiderbait演唱的歌曲“Fucken Awesome”作为背景配乐。
相反，从上世纪70年代初，由于加大对裸露内容的审查力度，完整的正面裸露镜头已很少出现。

### 收费电视产业
收费电视行业中，一些频道投放了适合R18+以上人群的节目：
- 语语言服务《世界电影》频繁投放R18+以上人群的节目。
- R18+分级节目包括完整的仅限成人的频道。
- 其他频道很少播放适合R18+以上人群的节目

### 新闻、时事产业
不对新闻、时事类电视节目实行分级管理。

### 广告产业
澳大利亚在广告行业中存在许多细微的限制。澳大利亚各州对律师代言人身伤害赔偿有关的广告加以限制。新南威尔士州禁止人身伤害赔偿有关的广告。昆士兰地区规定在有限范围内限制印刷、网站类广告。但严格禁止电视、广播性质的广告。维多利亚地区，刊登淫秽性质的业务广告被列入为非法行为。同样，还制定了一个包含广告业在内的自愿行为守则。从事治愈男性性功能障碍的专业公司在电视、排行广告行业发起全国运动。目前，在一个自愿审查的案例中，张贴：“想要更持久”的广告，公司的名称以小写、红色字母标记遭到公众的投诉。

### 图书产业
澳大利亚历史表明，禁止出售带有淫秽、鼓动犯罪、自杀、煽动色彩的出版物。虽然，OFLC澳大利亚电影、文学分级办公室指出：“成年人应该阅读、收听、查阅他们想要的内容”。禁止带有违背公众意愿的图书。含有淫秽色情、非法药物内容的书籍被视为长期打击的对象。墨尔本的一家书店储存了许多违反有关审查条例禁止的图书已被警方突击搜缴。另外，悉尼地区一些成人书店被查缴。澳大利亚海关积极对个人进口的图书依法进行检查。
目前，在当代少年类小说中，对描写青少年网络结缘的图书予以查缴。

### 淫秽视频产业
虽然，其他国家准许出售X18+级别的视频，但澳大利亚各州联邦法律要求禁止出售适合X18+以上的视频。因此，在澳大利亚只有在澳大利亚北部地区和澳大利亚直辖区通过邮购的方式才能购买X18+级别的影片。事实上，一些成人用品商店无视法律规定，大量储存X级电影。
2000年后，对X18+的影片采取严格限制，这些包括描绘恋物癖情节或未成年出演的影片。

### 互联网产业
澳大利亚网络审查条例在西方国家中属于最严格的限制性条例。
2000年1月1日联邦法律生效。
如果出现互联网内容方面的投诉，根据电影、视频指导方针的相关规定，ACMA澳大利亚传媒管理机构有权对互联网内容依法进行审查。如果发现a：为R18+或X18+级别的内容，网站不对此核实。b：内容被拒绝分级，概述如下：
- 属于澳大利亚本国网站，ACMA澳大利亚传媒管理机构有权要求网站将违禁内容删除
- 不属于澳大利亚本国网站，ACMA澳大利亚传媒管理机构将其列入黑名单

列入黑名单的网站相继加入到屏蔽过滤软件中，ISP互联网服务提供商与澳大利亚政府须向消费者提供此过滤软件。
2007年12月31日，新当选劳工政府的电讯部长，Stephen Conroy史帝芬·康罗伊宣布澳大利亚将采取强制性互联网过滤政策。实行此政策的原因之一就是要保护儿童避免网络色情和暴力网站的威胁。
2008年11月，计划中包括两个黑名单。根据互联网内容法及其他违法内容要求规定，第一要过滤非法内容。另一个是不适合儿童的互联网内容。

### 视频游戏产业
上世纪90年代初，类似Night Trap与Mortal Kombat的游戏具有争议性。1994年颁布《视频游戏分级计划》。
- E分级代号：该类游戏免于分级。此类游戏包括：模拟人生、魔兽世界这样的在线游戏。
- G分级代号：该类游戏视为大众游戏。此类游戏的特点：暴力类游戏情节、内容安排须合理。性爱活动、裸露、药物内容须谨慎使用。粗口须少。
- PG分级代号：没有家长或成年监护人陪同，15岁以下人群不准。此类游戏的特点：暴力类游戏伤害性低。药物、裸露画面情节应合理。粗口类内容使用须谨慎。
- M分级代号：该类游戏适合于成熟的青少年群体。此类游戏的特点：过激的粗口应避免。性暗示、性讽刺内容尺度放宽。禁止出现性暴力。可出现药物使用内容。
- MA15+分级代号：该类游戏不适合15岁以下人群。如果情节合理可以包含过激的暴力行为、性暗示或粗口内容。
- R18+分级代号（2013年新增）：该类游戏不适合未成年人。

不存在X18+级别的视频游戏，这意味着任何超出R18+尺度级别的游戏禁止，不予分级。在过去，电脑游戏比电影面临更严格的原则。不允许出现任何描写裸露、性爱活动的视频画面。
- 1996年，Duke Nukem 3D（毁灭公爵）游戏中存在未成年人裸露的镜头画面，不予分级。删除相关内容后，须在父母陪同下才能购买，但此游戏在光盘版本仍保留该内容，这导致很多澳大利亚玩家购买此违禁版本。OFLC澳大利亚电影、文学分级办公室对此事进行处理。6个月后，未经修改的版本游戏被正式列为MA15+级别，获准在澳大利亚各地区出售。
- 2002年，澳大利亚禁止Grand Theft Auto Ⅲ中涉及色情的内容。删除其中画面后，该游戏最终恢复上市。此游戏中讲述了玩家可以向虚拟游戏提出服务要求，然后将其杀死。Grand Theft Auto、Vice City两款游戏同样出现了性爱、暴力内容。经删除相应内容后，最终在澳大利亚市场上市。
- 2005年7月对Grand Theft Auto：San Andreas（侠盗车手：圣安地列斯）游戏在光盘版本中包含性爱场景，被勒令禁止。
- 2005年禁止了50Cent：Bulletproof（50美分：防弹）游戏。该游戏带有煽动性的暴力场面。澳大利亚政府对Reservoir Dogs（落水狗）禁止。该游戏中包含大量银行抢劫画面。OFLC澳大利亚电影、文学分级办公室报告指出，一些虚拟游戏中存在贩运药品的场面镜头，从而影射出现实社会的现象。该类游戏被不予分级。
- 2008年8月7日，OFLC澳大利亚电影、文学分级办公室收到了重新进行修改申报的游戏Fallout 3将药物内容删除后，作为MA15+级别的游戏。

虽然，毒品内容不能完全从修改的游戏版本中删除，但描述药物相关的影像、动画删除。
由于缺乏R18+与X18+分级制度。从根本上说，电影中出现的内容成年人不愿在游戏中看到。澳大利亚州总检察长Michael Atkinson反对视频游戏采用R18+分级制度。虽然，2008年3月总检察长宣布澳大利亚视频游戏行业拥有良好的环境，要制定R18+视频游戏政策应征求澳大利亚公众的意见。

### 音乐产业
澳大利亚唱片工业协会与澳大利亚音乐零售商协会主要负责澳大利亚音乐产业。
2003年4月1日起实行分级计划，下面包括以下四种级别：
- Level Ⅰ：中级警告级别 此类唱片的性质：出现与毒品使用、性爱活动或其他非法活动相关的主题内容。
- Level Ⅱ：强制警告级别 此类唱片的性质：出现与毒品使用、性爱活动或其他非法活动相关的主题内容。
- Level Ⅲ：高级警告级别 此类唱片的性质：18岁以下人群不能购买此类产品。出现与毒品使用、性爱活动或其他非法活动相关的主题内容。
- LevelⅢ以上：非公开销售级别 此类唱片的性质：出现大量描述毒品使用、性爱活动或其他非法活动相关的主题内容。大部分成年人对此主题的内容表示愤慨、厌恶。这些唱片不允许公开发行、传播、销售。

然而，值得说明的是这些分级与指导方针并没有任何法律依据和严格的自我调控制度。

### 音乐艺术作品
音乐方面另一方面是对CD/唱片作品、出版的歌词、乐队专辑等内容的审查，避免法律风险。2003年5月15日一支乐队所发行的专辑中出现儿童色情的内容导致澳大利亚海关将这207张专辑予以罚没。澳大利亚联邦警察和塔斯马尼亚警方将乐队3名成员指控犯有七宗罪。伯尼裁判法院作出判决，一人罚款2250美元，另外两名罚款1000美元，收缴的CD光盘已被销毁。

### 政治演说
即使在澳大利亚言论自由，但澳大利亚缺乏一个明确保护言论自由的措施。从而限制了一些人士的言论自由。例如：会议议员、大学讲师或其他行业领域的新闻发言人等这样特殊的人群。上世纪90年代末，澳大利亚高等法院指出在政治或经济案件中隐含存在言论自由的权利。
除了法律明确的规定，澳大利亚有严格的诽谤法条例。
2006年，澳大利亚政府对国家版权法提出修改意见后，澳大利亚保护模仿与讽刺的权益。因此，根除了审查的可能性。

### 创意艺术
2004年，ACMI澳大利亚移动图像中心受澳大利亚女性艺术家的委托，负责对其作品进行审查。艺术家的视频影像作品中将人体嵌入到树上，这一举动向公众展示森林的数量与规模正在逐渐减少，唤醒公众保护环境。
2004年，在主题为“明日之屋”的展览中规定拒绝展出包括：“The Empty Show”（虚张声势）在内的艺术作品。同时，作品中有米老鼠与毒品相关的图像。主办方与艺术家们进行自我审查。
澳大利亚其他艺术家们收到来自公共基金机构的资金援助，但其作品在澳大利亚被视为内容太具争议性。如：George Gittoes（乔治·吉托斯）的作品。然而，在其他一些国家展览不存在限制。1986年《人权与和平委员会法案》就“言论自由”这一问题展开讨论。2009年，阿德莱德艺术节上，Greg Taylor格雷格·泰勒将印有逼真的女性生殖器官的海报、传单、明信片派发给公众并宣传其作品“Cunt and Other Conversations”（对话）。本次展览共展出141幅与女性生殖器官相关的艺术作品。阿德莱德市议会与艺术节主办方收到大量投诉。市议会要求Greg Taylor格雷格·泰勒在入场门口将带有敏感的宣传标语更换。同时，澳大利亚家庭协会批评Greg Taylor格雷格·泰勒所用的影像、文字有侮辱女性形象嫌疑。Greg Taylor格雷格·泰勒则称：他对批评之声表示困惑，那些批评他的人应该问问自己，是否真正了解作品的内涵？”

### 移动内容产业
2005年初，OFLC澳大利亚电影、文学分级办公室开始对移动电话中的内容进行指导性规范。ABA澳大利亚广播事务管理局公开发布《关于限制移动内容的指导意见》（试行稿）以此希望澳大利亚最大的移动内容运营商遵守政策。因此，并未对违反该条款的行为做处罚规定。指导意见发布几天后，ACA澳大利亚通讯事务管理局宣布：
- 将对含有硬性色情内容的信息采取X18+分级制度，或者拒绝将这些内容划分等级，一律按禁入原则处理。
- 手机公司核查消费者年龄结构，对MA15+或R18+内容采用分级制度。
- 对含有聊天功能的移动手机进行严格监控。
- ABA澳大利亚广播事务管理局有权将所有含有非法内容或服务的信息清除。

在一定程度上，该政策对短信、图片及视频服务具有影响，但不会对公共电视传媒现场直播、流媒体播放产生影响。2006年ABA澳大利亚广播事务管理局与ACA澳大利亚通讯事务管理局宣布合并组成ACMA机构对移动内容采取管控。

## 人身伤害赔偿审查
澳大利亚大部分州公开宣布对律师的行为进行审查，允许其出版与人身伤害赔偿相关的法律。法律中规定禁止出现人身伤害赔偿方面的广告。律师对其自身行为进行约束，违反规定的律师会受到起诉，情节严重的将入狱。
该法律的目的是要保护保险的利益，降低支付给受害人的赔偿。这些相关的法律条例包括：保险业危机、知识产权保护报告和民事责任等。
新南威尔士州禁止所有的律师发表关于人身伤害赔偿的声明。

### 昆士兰州
昆士兰州地区禁止电视、广播播放关于人身伤害赔偿有关的广告。律师发表关于人身伤害赔偿相关法律条款要予以审查，包括：
- 律师姓名、联系方式、专业
- 过失法
- 律师服务条款

昆士兰地区的审查规定起初是对一些刊登“现金伤害服务广告”的人身伤害的法律公司进行禁止。2002年，昆士兰总检察长第二次演讲时指出：律师处理涉及人身伤害服务的案例时，法案更好的规定了引起争论的广告尺度标准。目前，广播、电视中放映的广告并未加大客户的权益。
然而，昆士兰政府颁布苛刻的审查条款，伤害了律师的权益。结果之一就是影响了律师网站关于刊登言论自由与演讲的限制。律师禁止列举与人身伤害有关的案例或进行与相关主题无关的网站链接也视为禁止。
事实上，同样对律师在其网站主页刊登相关行业的法律、法规以及图片、影像、专业术语的行为也视为禁止。所有提及人身伤害赔偿法的行为须对网站人员进行审查，但审查范围超出了姓名、联系方式、专业的范围。
另外，对相关网站、出版物进行审查，包括：案例、法律公司声誉、专业知识与历史、服务标准以允许消费者能判定竞争对手的任何信息。
昆士兰审查条例中未对司法解释进行规定。

### 新南威尔士州
新南威尔士州中，禁止律师关于包括网站刊登人身伤害赔偿相关内容的信息，如一经发现，将会受到严惩。如果出现违纪行为不仅会受到专业处罚，同时，会罚款20，000美元。2005年澳大利亚高等法院认为新南威尔士州的审查要比昆士兰州更严格。
2008年6月20日，新南威尔士州最高法院指出《2005年法律界专业人士条例》第34条，禁止非律师职业的人士刊登人事伤害相关的广告。因为，根据《2004年法律专业法案》的规定。

### 維多利亞州
无

### 西澳大利亚州
审查原则与昆士兰州审查办法相似。

### 消费者态度
澳大利亚律师联盟反对审查，并认为符合公众利益的所有法律服务具有有效性。作为消费群体的民事侵权改革协会与保险协会争辩，律师交流过程中限制其行为的，被视为违背公众利益。并认为公众应享有了解事实的权益，特别是消费者保护法中产生的补偿金。公众拥有知情权的权利。作为消费群体的政府与保险公司，其根本目的是要从澳大利亚词典中将有关人身伤害赔偿相关的词汇从字典中删除，并阻止公众行使赔偿的权益。